# SMS Preußen (1903)
El SMS Preußen fue el cuarto de los cinco acorazados pre-dreadnought de la clase Braunschweig de la Kaiserliche Marine (Armada Imperial Alemana) puesto en grada en 1903 y dados de alta en 1904. Sus gemelos fueron Braunschweig, Elsaß, Hessen y Lothringen.

## Construcción
El Preussen fue puesto en grada en 1902, en los astilleros AG Vulcan de Stettin con el número de construcción 256 como el cuarto miembro de su clase, y el nombre de contrato "K" siguiendo la costumbre almenana de no dar nombre al buque hasta su botadura. El buque tuvo un costo de 23 990 000 marcos. El Preussen fue botado el 30 de octubre de 1903 y asignado a la flota el 12 de julio de 1905.
El buque tenía una eslora de 127,71 m, una manga de 22,2 m y un calado de 8,1 m. Su movimiento corría a cargo de tres máquinas de vapor de triple expansión, que hacían girar tres hélices. El vapor lo proporcionaban seis calderas cilíndricas alimentadas todas ellas por carbón. La planta motriz del Preussen rendía 16 000 CV, lo que le permitía alcanzar una velocidad de 18 nudos.
El armamento del Preussen consistía en una batería principal de cuatro cañones Krupp SK L/40 de 280 mm  montados en torretas dobles. una delante y otra detrás de la superstructura central. Su armamento secundario consistía en catorce cañones de 170 mm SK L/40 y dieciocho de 88 mm SK L/35 de tiro rápido. El armamento se veía completado por seis tubos lanzatorpedos de 450 mm, todos sumergidos en el casco.

## Historial de servicio
El Preußen fue botado el 30 de octubre de 1903 y dado de alta en la Armada Imperial alemana el 12 de julio de 1905. Sirvió como buque insignia del II Escuadrón de Batalla de la Hochseeflotte (flota de alta mar) hasta que fue recalificado como buque de defensa costera en 1915. En 1917, fue usado como buque de apoyo para submarinos en Wilhelmshaven. 
El Tratado de Versalles especificaba que se permitía a Alemania retener seis acorazados de los tipos Deutschland o Lothringen. El Preußen fue uno de los buques elegidos entre los que permanecían activos de las citadas clases y entró en servicio en la recién fundada Reichsmarine. En 1919, los acorazados Preußen y Lothringen fueron  desarmados, se añadieron plataformas, siendo convertidos en buques nodrizas para los dragaminas.

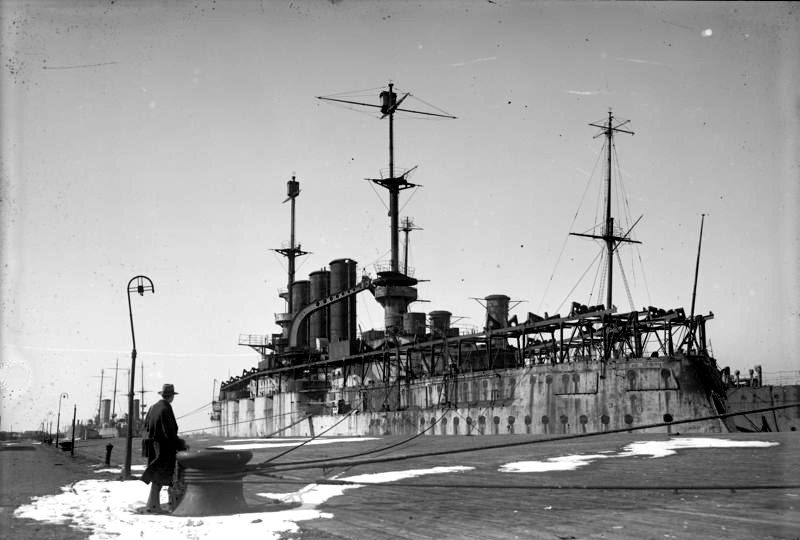
El SMS Preußen convertido en depósito de dragaminas y ya dado de baja en espera de desguace.

El Preußen sirvió en esta función hasta que fue dado de baja el 5 de abril de 1929 y, finalmente, vendido para desguace el 25 de febrero de 1931 por 216.800 marcos, siendo desguazado en Wilhelmshaven. Se conservó una pequeña sección de 63 m del Preußen para realizar pruebas de explosión de torpedos y minas con el apodo de "SMS Vierkant" (SMS Rectángulo). Fue bombardeada y hundida por los aliados en abril de 1945. En 1954 fue reflotada y desguazada en 1954.